# Doddagubbi, Hirekerur
Doddagubbi là một làng thuộc tehsil Hirekerur, huyện Haveri, bang Karnataka, Ấn Độ.